# Rhinonapaea metallica
Rhinonapaea metallica är en tvåvingeart som först beskrevs av Cole 1921.  Rhinonapaea metallica ingår i släktet Rhinonapaea och familjen vattenflugor. Inga underarter finns listade i Catalogue of Life.